# أنتوني هاركنيس
أنتوني هاركنيس (بالإنجليزية: Anthony Harkness)‏ هو مخترِع أمريكي، ولد في 10 يوليو 1793 في بورتسموث في الولايات المتحدة، وتوفي في 10 مايو 1858 في سينسيناتي في الولايات المتحدة بسبب سرطان.